# جيرار نويل
جيرار نويل هو منافس ألعاب قوى بلجيكي، ولد في 24 يونيو 1900، وتوفي في 11 يونيو 1963.

## وصلات خارجية
- جيرار نويل على موقع أوليمبيديا (الإنجليزية)